# Pseudodera
Pseudodera là một chi bọ cánh cứng trong họ Chrysomelidae.
Chi này được miêu tả khoa học năm 1861 bởi Baly.

## Các loài
Các loài trong chi này gồm:
- Pseudodera bicolor Kimoto, 2000
- Pseudodera fulva Kimoto, 2000
- Pseudodera fulva Medvedev, 1997
- Pseudodera fulvicornis Medvedev, 2002
- Pseudodera kubani Medvedev, 2004
- Pseudodera laeta Medvedev, 1997
- Pseudodera leigongshanensis Yu năm Wang & Yu, 1993
- Pseudodera malaysiana Mohamedsaid, 2000
- Pseudodera nigripennis Medvedev, 1997
- Pseudodera nigripes Kimoto, 2000
- Pseudodera rufa Medvedev, 1995